# Recordando a Ana Frank
Recordando a Ana Frank (Anne Frank Remembered en inglés) es un documental sobre la vida de Ana Frank realizado en 1995 por Jon Blair, en asociación con la Casa de Ana Frank, Walt Disney Pictures y la British Broadcasting Corporation, y fue distribuida por Sony Pictures. Tiene una duración de 122 minutos. 
Blair ha explicado que leyó el diario de Ana de joven, y que tenía una imagen muy clara de cómo era. Había visto dramas y documentales en los que se usaban voces de niños para leer extractos del diario, pero, según su opinión, esto terminaba con la posibilidad de que el espectador se hiciese su propia imagen de Ana. Por este motivo decidió que sería un adulto quien leyese el diario, y eligió a Glenn Close como la voz de Ana Frank. El documental fue narrado por Kenneth Branagh. 
Miep Gies, la mujer que había ayudado a dar refugio a la familia, y que conservó el diario después de que el grupo fuera traicionado, colaboró con Blair, y apareció en la película. Blair filmó en las localizaciones auténticas de la vida de Ana Frank, incluyendo el "Achterhuis" (donde Ana y su familia vivieron escondidos), el Westerbork y los campos de concentración de Auschwitz. Blair comentó que Auschwitz había sido objeto de numerosas filmaciones anteriormente, por muy diversos motivos, no obstante deseaba sugerir algo sobre los "fantasmas" de la gente que había pasado por allí, por lo que decidió que la única forma de conseguirlo sería grabar de noche. Pudo también conseguir un tren parecido a los usados durante la Segunda Guerra Mundial para reconstruir las escenas de la gente que era transportada a Auschwitz. Como el documental se realizó en colaboración con la Casa de Ana Frank, pudo incluir la única secuencia filmada conocida de Ana Frank, en la que aparece asomada por una ventana.